# 羅伯特島
62°24′S 59°30′W / 62.400°S 59.500°W
羅伯特島（英語：Robert Island）是南極洲的島嶼，屬於南設得蘭群島的一部分，位於納爾遜島和格林尼治島之間，島嶼長18公里、寬13公里，面積132平方公里，島上土地全被冰雪覆蓋。